# Avant que mon cœur bascule
Pour plus de détails, voir Fiche technique et Distribution.
Avant que mon cœur bascule est un film québécois réalisé par Sébastien Rose sorti en 2012 et mettant en vedette Clémence Dufresne-Deslières.

## Synopsis
Sarah, adolescente de 16 ans, vole les gens aisés dans les riches quartiers et détrousse des automobilistes qui la prennent en auto-stop. Un jour, un professeur d'histoire l'embarque et meurt lorsqu'elle le menace. Ayant volé son porte-feuille et se sentant coupable de cette mort accidentelle, elle se rend chez le défunt où elle le rapporte à Françoise, sa femme, en prétextant l'avoir trouvé sur le bord de l'autoroute. Commence alors une relation particulière entre les deux.

## Fiche technique
Source : IMDb et Films du Québec
- Titre original : Avant que mon cœur bascule
- Réalisation : Sébastien Rose
- Scénario : Sébastien Rose, Stéfanie Lasnier
- Direction artistique : Marjorie Rhéaume (en)
- Costumes : Patricia McNeil (en)
- Maquillage et coiffure : Béatrix Serra
- Photographie : Nicolas Bolduc (en)
- Son : Gilles Corbeil, François Senneville, Luc Boudrias
- Montage : Philippe Melançon
- Production : Paul Barbeau
- Société de production : Reprise Films
- Sociétés de distribution : Métropole Films, Mongrel Media
- Budget : 2,5 millions $ CA
- Pays de production :  Canada
- Tournage : 1er octobre au 14 novembre 2011 sur la Rive-Sud de Montréal
- Langue originale : français
- Format : couleur — 35 mm — 2,35:1 (CinemaScope) — son : 5.1
- Genre : drame psychologique
- Durée : 96 minutes
- Dates de sortie :
  - Canada : 14 septembre 2012 (première au Festival de cinéma de la ville de Québec)[2]
  - Canada : 16 novembre 2012 (sortie en salle au Québec)
  - Canada : 26 février 2013 (DVD)
- Classification :
  - Québec : 13 ans et plus[3]

## Distribution
- Clémence Dufresne-Deslières : Sarah
- Sophie Lorain : Françoise
- Alexis Martin : Marc
- Sébastien Ricard : Ji-Guy
- Étienne Laforge : Louis
- Anne-Renée Duhaime : conductrice volée
- Stéphan Allard : policier-enquêteur
- Marie-Ève Bertrand : Caroline, femme menacée à domicile
- Jocelyn Blanchard : Pierre, homme menacé à domicile

## Distinctions

### Nominations
- Prix Jutra 2013 :
  - meilleur acteur de soutien : Sébastien Ricard
  - meilleure actrice de soutien : Sophie Lorain